# Lindenberg-Spießenberg

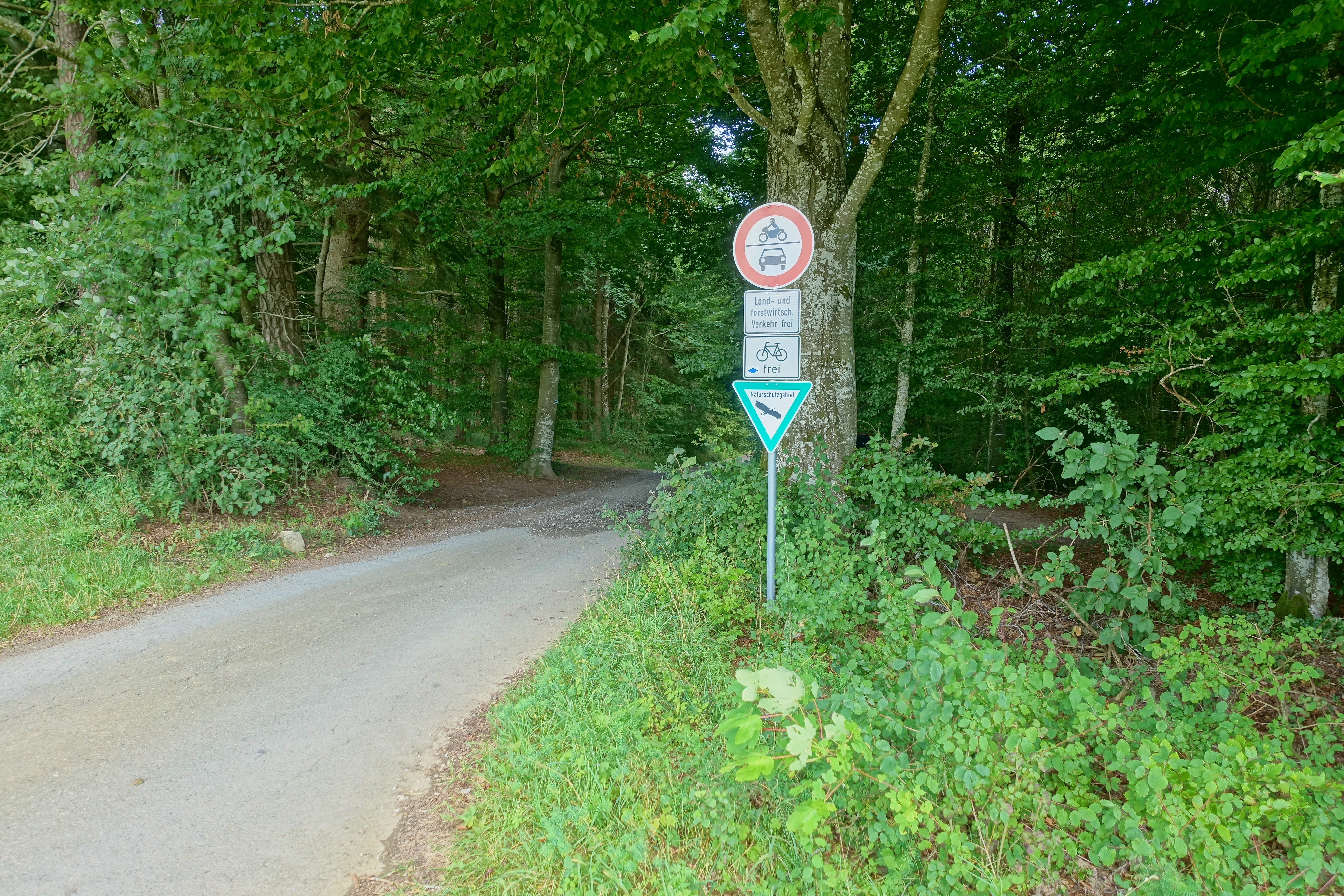
Naturschutzgebiet Lindenberg-Spießenberg

Das Naturschutzgebiet Lindenberg-Spießenberg  befindet sich bei Stühlingen im Landkreis Waldshut. Es ist mit der Nr. 3.048 seit 1954 als Naturschutzgebiet ausgewiesen.

## Schutzzweck
Wesentlicher Schutzzweck ist die Erhaltung und Entwicklung der für den Naturraum bezeichnenden orchideenreichen Nadelwälder auf der Hochfläche, der Kalkbuchenwälder an den Hängen, der in den Wäldern eingestreuten kleinflächigen Lichtungen mit Saumgesellschaften sowie als Lebensraum einer vielfältigen Tier- und Pflanzenwelt mit seltenen und gefährdeten Arten. Hier besteht ein Bestand des sehr seltenen Frauenschuhs. 